# Cauayan

Cauayan é uma cidade de terceira classe de renda da cidade na província Isabela, nas Filipinas. De acordo com o censo de 1 maio  de  2020 possui uma população de 143 403 pessoas e 36 399 domicílios.